# 泰國文化中心站
泰國文化中心站（音素換寫：[S̄t̄hānī ṣ̄ūny̒ wạtʹhnṭhrrm h̄æ̀ng pratheṣ̄thịy] 错误：{{Transl}}：转写文本非拉丁字母（pos 15: ̒）（帮助）），為曼谷地鐵（MRT）藍線的一座車站，位於泰國曼谷鄰鈴區的叻猜拉披色路，約在「叻猜拉披色八街」，站碼為 CUL。

## 车站构造
该站是一个地下车站，深20米，宽27米，长358米，目前设有一个岛式站台，车站颜色为 蓝色 。

### 楼层分布
| G  | 地面               | 巴士站、泰國文化中心、泊車轉乘、海濱長廊 |
| B1 | 大堂               | 售票機                                   |
| B2 | 側式月台（計劃中） | 側式月台（計劃中）                       |
| B2 | 1號月台            | MRT （計劃中） 往素蘊他翁                |
| B2 | 2號月台            | MRT （計劃中） 往曼坤暖                  |
| B2 | 側式月台（計劃中） |                                          |
| B3 | 1號月台            | MRT 往曼瓦（拍喃九）                     |
| B3 | 島式月台，右側開門 |                                          |
| B3 | 2號月台            | MRT 往島本（匯權）                       |

## 出口
- 出口 1：
  - 泰國文化中心、Cyper World Tower、韓國駐泰國大使館[2]
- 出口 2：
  - 叻猜拉披色八街（Soi Ratchadaphisek 8）、Parking Building
- 出口 3：
  - 叻猜拉披色五街（Soi Ratchadaphisek 5）、 中華人民共和國駐泰國大使館、廣場電影商業中心（Eslanade）
- 出口 4：
  - 天龍密路交叉口（Thiam Ruam Mit Intersection）、 Big C超級市場、吉之島百貨商店、羅賓遜百貨商店

## 公共汽車
- 公共汽車：73, 73, 98, 136, 137, 157, 163, 179, 185, 206, 514, 517, 528 及 529

## 外部連結
- 曼谷地鐵公司的官方網站
- 曼谷集體運輸系統(架空電車)的官方網站